# 羊刺魨
羊刺魨，為輻鰭魚綱魨形目四齒魨亞目二齒魨科的其中一種，為熱帶海水魚，分布於印度西太平洋區，包括巴布亞紐幾內亞及澳洲北部海域，棲息深度26-137公尺，體長可達30公分，棲息在沙泥底質水域，以有硬殼的軟體動物為食，生活習性不明，具有毒性。